# Warren Womble
Warren Womble (Durant, Oklahoma, 15 de marzo de 1920-Springdale, Arkansas, 21 de marzo de 2015) fue un jugador y entrenador de baloncesto estadounidense. Fue campeón olímpico como seleccionador de Estados Unidos en los Juegos Olímpicos de Helsinki de 1952 y campeón del mundo en el mundial de Brasil de 1954.